# Menemerus eburnensis
Menemerus eburnensis là một loài nhện trong họ Salticidae.
Loài này thuộc chi Menemerus. Menemerus eburnensis được Lucien Berland & Millot miêu tả năm 1941.